# This Type of Thinking (Could Do Us In)
This Type of Thinking (Could Do Us In) ist das dritte Studioalbum der US-amerikanischen Alternative-Metal-Band Chevelle. Das Album wurde am 21. September 2004 über Epic Records veröffentlicht und wurde in den USA mit Platin ausgezeichnet. Es war das letzte Chevelle-Album mit dem Bassisten Joe Loeffler.

## Entstehung
Chevelle tourten für ihr erfolgreiches Vorgängeralbum Wonder What’s Next bis Mitte Dezember 2003. Nach einer Pause über die Feiertage begannen die Musiker im Januar 2004 mit dem Songwriting für ihr neues Album. Während der Tourneen hatten Chevelle keine Ideen gesammelt, so dass die Musiker bei null anfangen mussten. Die neuen Lieder fielen laut Pete Loeffler härter, aber immer noch melodisch aus. Insgesamt schrieb die Band 13 Lieder, von denen elf für das Album verwendet wurden.
Die Instrumente wurden im Tonstudio Sunset Sound in Hollywood aufgenommen, während der Gesang im Studio The Ranch in Chicago aufgezeichnet wurde. Produziert wurde This Type of Thinking (Could Do Us In) von Michael Baskette und der Band. Pete Loeffler benutzte für die Aufnahmen eine spezielle Baritongitarre mit dickeren Saiten, darunter eine, die eigentlich für einen E-Bass gedacht ist. Er wollte nicht wie früher seine Gitarre tiefer stimmen. Gemischt wurde das Album von Andy Wallace, während Eddy Schreyer das Mastering übernahm. Für das Albumcover wurde eine Skulptur von Katharina Fritsch verwendet. Musikvideos wurden für die Lieder Vitamin R (Leading Us Along) und The Clincher gedreht.

## Hintergrund
Der Albumtitel soll die Fans ermutigen, rauszugehen und die Welt zu erkunden anstatt nur zu Hause herumzusitzen. Das erste Lied The Clincher beschäftigt sich mit dem Thema Klaustrophobie. Die erste Single Vitamin R (Leading Us Along) befasst sich mit dem Arzneistoff Methylphenidat, der auch unter dem Namen Ritalin bekannt ist. Bei einem Freund der Band wurde einst fälschlicherweise eine Aufmerksamkeitsdefizit-/Hyperaktivitätsstörung diagnostiziert, mit der Folge, dass er von Ritalin süchtig wurde. Still Running ist laut Pete Loeffler ein motivierendes Lied mit der Botschaft, niemals aufzugeben. Bevor seine Band erfolgreich wurde arbeitete Loeffler als Tischler. Sein damaliger Arbeitgeber riet ihm, immer seinen Weg zu gehen, wenn es zu Schwierigkeiten kommt. Viele Bands würden sich auflösen, wenn es zu Problemen kommt.
Das Lied Panic Prone wurde davon inspiriert, wie Pete Loeffler eines Tages einen Werbespot der Organisation Save the Children sah. Es geht darum ob der Zuschauer auf seiner Couch sitzenbleibt und zusieht oder ob er aufsteht und etwas unternimmt. In Emotional Drought verarbeitet Pete Loeffler Erfahrungen aus den Tourneen, die die Band vor diesem Album spielte. Nach der Veröffentlichung von Wonder What’s Next war die Band etwa 18 Monate auf Tour. Dabei kam es immer wieder zu Streitereien und Pete Loeffler bekam einen „überglasierten Look, da er immer wieder das Selbe machen musste“.

## Rezeption

### Rezensionen
Mike Schiller vom Onlinemagazin Pop Matters bezeichnete This Type of Thinking (Could Do Us In) als ein „solides“ Album und „eines der besten Alben, die die Nu-Szene zu bieten hätte“. Schiller lobte die „intelligenten Texte und goldrichtigen Melodien“ und dass für Chevelle „musikalisches Wachstum Priorität“ hätte. Johnny Loftus von AllMusic kritisierte, dass das Album „glatt gemischt, in Depressionen verloren und besessen davon wäre, das Tool-Lied Sober für eine neue Generation von Missverstandenen mit strähnigen Haaren zu schreiben“.

### Charts und Auszeichnungen
| ChartsChartplatzierungen       | Höchstplatzierung | Wochen |
| ------------------------------ | ----------------- | ------ |
| Vereinigte Staaten (Billboard) | 8 (38 Wo.)        | 38     |

Vitamin R (Leading Us Along) erreichte Platz 68 der US-amerikanischen Singlecharts und Platz eins der Billboard Mainstream Rock Songs. Das Album erhielt im Mai 2020 für über eine Million verkaufter Einheiten Platin. Im Januar 2021 erhielten die Singles The Clincher und Vitamin R (Leading Us Along) für jeweils mehr als 500.000 verkauften Einheiten Gold.